# LaCoste
LaCoste é uma cidade localizada no estado norte-americano do Texas, no Condado de Medina.

## Demografia
Segundo o censo norte-americano de 2000, a sua população era de 1255 habitantes.
Em 2006, foi estimada uma população de 1398, um aumento de 143 (11.4%).

## Geografia
De acordo com o United States Census Bureau tem uma área de
1,7 km², dos quais 1,7 km² cobertos por terra e 0,0 km² cobertos por água.

## Localidades na vizinhança
O diagrama seguinte representa as localidades num raio de 24 km ao redor de LaCoste.